# 전숙희
전숙희(田淑禧, 1919년 3월 15일 ~ 2010년 8월 1일)는 일제강점기와 군정기, 대한민국의 작가, 수필가이다. 본관은 담양, 호는 벽강(璧江)이다.

## 생애
목사 전주부의 딸이며 기업인 전락원의 누나이다. 종교는 개신교이다. 함경남도 원산군 협곡에서 출생하였고 지난날 한때 함경남도 함흥에서 잠시 유아기를 보낸 적이 있는 그녀는 경성부에서 성장하였으며 이화여자전문학교 문과를 졸업했다.
1938년 단편소설 《시골로 가는 노파》를 《여성》에 발표하여 창작활동을 시작했으며, 1945년 광복 이후 10월 미군정이 주둔하자 통역관으로 활동했다. 1948년 미군정이 물러난 뒤 다시 작가, 수필가로 돌아와 한국 전쟁을 거친 뒤 1954년 수필집 《탕자의 변》을 출간하면서 본격적인 수필활동에 전념했다. 그의 수필의 특징은 다정다한(多情多恨)한 여성심리를 조촐한 필치로 표현하는 데 있었다.
1970년대 이후에는 '삶은 즐거워라', '해는 날마다 새롭다' 등을 통해 인생의 즐거움, 일상생활의 행복, 가족과 벗들에 대한 사랑을 노래했다.
1983-1991년 국제펜클럽 한국본부 회장을 지냈고, 한국문학을 해외에 알리고자 노력해왔으며, 1988년에는 동서 진영의 작가들을 초청해 서울에서 국제펜대회를 개최했다.
이런 공로를 인정받아 1991년 파리에서 열린 국제펜중앙위원회에서 국제 종신 부회장으로 선임됐으며, 대한민국 예술원상, 독일 괴테문화훈장, 러시아 푸슈킨 문화훈장 등 국내외에서 많은 상을 받았다. 2005년에는 정부로부터 은관문화훈장을 받았다.
이후 동생인 전락원 전 파라다이스그룹 회장과 함께 1993년 계원예술고등학교, 계원조형예술학교 등 계원학원을 설립했다. 1997년에는 한국 문학 유산의 보존을 목적으로 한국 최초의 현대문학 자료관인 동서문학관(현 한국현대문학관)을 개관했다. 2010년 8월 1일 오전 8시 경기도 성남시 분당 서울대병원에서 노환으로 향년 91세로 별세했다.

## 학력
- 이화여자전문학교

## 주요 수필집
- 《이국(異國)의 정서(情緖)》
- 《탕자의 변》
- 《나직한 말소리로》
- 《영혼의 뜨락에 내리는 비》
- 《가진 것은 없어도》

## 가족
- 아버지 : 전주부(田周富, 목회자, 1898 - 1991)
- 어머니 :  계성옥(桂成玉, ? - ?)
  - 남동생 : 전락원(1927 - 2004)
    - 조카 : 전필립,
      - 자녀 : 강영국(재미 사업가), 영진(한국현대문학관 관장)씨, 딸 은엽(미술가), 은영(미술가)
        - 손자 : 이천희